# Bougainvillea glabra
Bougainvillea glabra é uma espécie de planta da família Nyctaginaceae e do gênero Bougainvillea.
Conhecida popularmente como: buganvile, buganvília, primavera, pataguinha, pau-de-roseira, juá-francês, roseta, santa-rita, sempre-lustrosa ou três-marias.
Essa espécie é nativa da América do Sul, sobretudo do Brasil, porém ela encontra-se na atualidade em todas as regiões do mundo onde o clima permite o seu cultivo como planta ornamental.